# 헬레이저 8 - 헬월드
《헬레이저 8: 헬월드》(영어: Hellraiser: Hellworld 혹은 Hellraiser VIII: Hellworld)는 미국과 루마니아에서 제작된 릭 보타 감독의 2005년 초자연 공포 영화이다. 시리즈 첫 번째 편인 《헬레이저》(1987)에서 프랭크 코튼 역을 맡을 뻔했으나 대신 《죽음의 키스》(1987)를 택했던 랜스 헨릭슨이 출연하였다. 한편 더그 브래들리가 핀헤드 역으로 등장한 시리즈 마지막 작품이기도 하다. 론 슈밋 등이 제작에 참여하였다.
2011년 속편 《헬레이저: 레버레이션》이 출시되었다.

## 줄거리
헬레이저 영화 시리즈가 기반인 온라인 게임 헬 월드에 중독된 10대 애덤이 지나치게 게임에 심취한 나머지 자살한다.
2년 뒤 애덤의 친구들은 게임을 통해 필리프 르마르샹이 지었던 수녀원 및 정신 병원을 개조한 오래된 저택에서 열린 헬월드 파티에 초대를 받는다. 이들은 음료를 받아 마시고 다른 손님들과 소통하는 용도인 휴대 전화를 받는다.
그러나 앨리슨, 데릭, 마이크는 주최자, 그리고 핀헤드와 그의 부하 시너바이트인 채터러와 바운드에게 잔혹하게 살해된다. 제이크와 첼시는 갑자기 다른 사람들 눈에 안 보이게 되고, 주최자와 시너바이트들에게 쫓긴다. 첼시는 다락에서 애덤의 소지품을 발견하고, 주최자가 애덤이 게임 중독에서 빠져 나오게 도와주지 않은 애덤의 친구들을 원망했던 애덤의 아버지임을 알게 된다.
첼시와 제이크는 도망치려고 하지만 다음 순간 자신들이 실은 계속 관에 갇혀 산 채로 매장돼 있었음을 깨달은 뒤 각자 휴대 전화를 통해 주최자에게서 연락을 받는다. 이들이 파티에 도착하자마자 음료를 마신 뒤에 경험한 모든 일들은 환상으로, 주최자가 준 음료에 들어 있던 환각성 약물의 효과와 그들의 죄책감이 더해진 결과였으며, 앨리슨, 데릭, 마이크는 이미 각각 관 안에서 죽어 있는 상태.
첼시는 다시 환각에 빠지고, 다음 순간 경찰과 구급 대원이 첼시를 지면 위로 끌어낸다. 제이크는 응급차에 실려간다. 누군가 첼시의 휴대 전화로 경찰서에 전화를 걸어와 이를 추적했다는 게 경찰의 설명이다. 전화를 건 게 아마도 애덤의 영혼이었는지 저택의 창문에 애덤의 인영이 희미하게 보인다.
후에 주최자는 홀로 호텔에 머물며 애덤의 소지품이 담긴 여행 가방을 뒤지다가 통곡의 배열을 발견하고, 이를 풀면서 시너바이트들을 소환한다. 핀헤드는 애덤이 퍼즐을 풀어 지옥문을 열었던 거라고 알려주고, 자신들의 존재를 믿지 않는 주최자를 조롱한다. 채터러와 바운드는 그의 몸을 조각낸다. 첼시와 제이크는 드라이브 중에 주최자에게서 걸려온 전화를 받은 뒤 갑자기 주최자가 차 뒷좌석에 나타나 놀라지만 그는 곧 사라진다. 퍼즐은 주최자가 묵었던 호텔 방 바닥에 남아 있다.

## 출연진
- 더그 브래들리 - 핀헤드 역
- 랜스 헨릭슨 - 파티 주최자 역
- 크리스토퍼 재코 - 제이크 역
- 캐서린 위닉 - 첼시 역
- 카리 페이턴 - 데릭 역
- 헨리 캐빌 - 마이크 역

## 기타 제작진
- 배역: 캐런 마이즐스, 에이드리엔 스턴